# Otomys anchietae
Otomys anchietae és una espècie de mamífer rosegador de la família dels múrids. És endèmic d'Angola, on viu a altituds de fins a 2.000 msnm. El seu hàbitat natural són els herbassars situats dins dels mosaics de bosc i herbassar. Es creu que no hi ha cap amenaça significativa per a la supervivència d'aquesta espècie, encara que les poblacions septentrionals estan amenaçades per la mineria de diamants.
L'espècie fou anomenada en honor de l'explorador i naturalista portuguès José Alberto de Oliveira Anchieta.